# Lyttolydulus simplicicornis
Lyttolydulus simplicicornis is een keversoort uit de familie van oliekevers (Meloidae). De wetenschappelijke naam van de soort is voor het eerst geldig gepubliceerd in 1899 door Pic.